# Pieter Cornelisz Hooftstraat

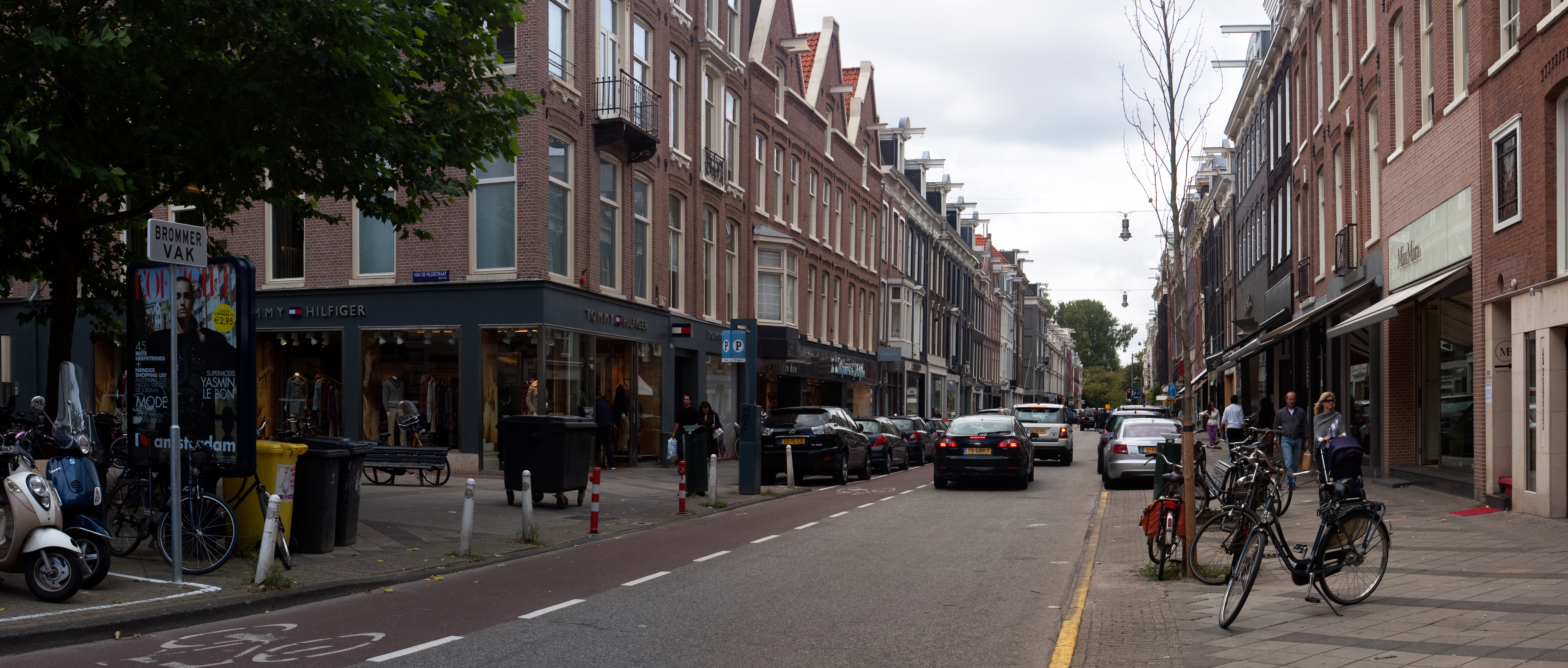
Vue d'une partie du P.C. Hooftstraat.

Pieter Cornelisz Hooftstraat, souvent abrégée en P.C. Hooftstraat ou P.C. est une rue commerçante d'Amsterdam.

## Situation et accès
Elle est située dans l'arrondissement de Oud-Zuid et relie le Stadhouderskade au Vondelpark, en croisant notamment Hobbemastraat et Van Baerlestraat. 
Située dans l'un des quartiers les plus chers de la ville, la rue abrite essentiellement des magasins de luxe et concentre les enseignes de nombreuses marques internationales telles que Cartier, Chanel, Tiffany & Co, Diesel, Paul Smith, Gucci, Hermès, Hugo Boss et Louis Vuitton. Les marques néerlandaises Oilily, Blue Blood Denim, G-star et Oger y possèdent également des points de vente. Le P.C. Hooftstraat est ainsi devenu l'une des rues commerçantes les plus chères des Pays-Bas, sur le modèle de l'avenue Montaigne à Paris.

## Origine du nom
Elle a été nommée en l'honneur de l'historien, dramaturge et poète néerlandais Pieter Corneliszoon Hooft. 
Bien que le nom de P.C. Hooftstraat soit souvent associé à la ville d'Amsterdam, de très nombreuses villes des Pays-Bas possèdent une rue nommée en l'honneur de l'homme de lettres, telles que Utrecht, Bréda, Haarlem, Tilbourg, Zwolle, Leuvarde ou encore Flessingue.